# Nordic Catcher
Nordic Catcher, född 12 maj 2022 i Sverige, är en amerikansk standardhäst. Han är mest känd för att ha segrat i Hambletonian Stakes (2025).

## Bakgrund
Nordic Catcher är en mörkbrun hingst efter Six Pack och under That Woman Hanover (efter passgångaren Somebeachsomewhere). Han föddes upp av Nordic Horse Farm AB i Bohus och ägs av Åke Svanstedt och Jeff Gural. Han tränas och körs av Åke Svanstedt.
Nordic Catcher såldes för 38 000 kronor som åring på Solvalla Yearling Sale 2023.

## Karriär
Nordic Catcher har tagit karriärens hittills största seger i Hambletonian Stakes (2025). Då han segrade i loppet slog han Muscle Hill och Ramona Hills lopprekord på 1:50.1 (1.08,5), med rekordtiden 1:50.0 (1.08,4). Svanstedt beslutade inför loppet att låta Nordic Catcher springa barfota runtom för första gången, och tog därmed sin tredje seger i loppet.

## Stamtavla
| Efter Six Pack 2015           | Muscle Mass 2005        | Muscles Yankee   | Valley Victory   |
| Efter Six Pack 2015           | Muscle Mass 2005        | Muscles Yankee   | Maiden Yankee    |
| Efter Six Pack 2015           | Muscle Mass 2005        | Graceful Touch   | Pine Chip        |
| Efter Six Pack 2015           | Muscle Mass 2005        | Graceful Touch   | Act of Grace     |
| Efter Six Pack 2015           | Pleasing Lady 2006      | Cantab Hall      | Self Possessed   |
| Efter Six Pack 2015           | Pleasing Lady 2006      | Cantab Hall      | Canland Hall     |
| Efter Six Pack 2015           | Pleasing Lady 2006      | Victory Please   | Mr Vic           |
| Efter Six Pack 2015           | Pleasing Lady 2006      | Victory Please   | Caviar Please    |
| Undan That Woman Hanover 2011 | Somebeachsomewhere 2005 | Mach Three       | Matt's Scooter   |
| Undan That Woman Hanover 2011 | Somebeachsomewhere 2005 | Mach Three       | All Included     |
| Undan That Woman Hanover 2011 | Somebeachsomewhere 2005 | Wheres the Beach | Beach Towel      |
| Undan That Woman Hanover 2011 | Somebeachsomewhere 2005 | Wheres the Beach | Where's Sarah    |
| Undan That Woman Hanover 2011 | Sub Rosa Hanover 2002   | Western Hanover  | No Nukes         |
| Undan That Woman Hanover 2011 | Sub Rosa Hanover 2002   | Western Hanover  | Wendymae Hanover |
| Undan That Woman Hanover 2011 | Sub Rosa Hanover 2002   | Secret Date      | Abercrombie      |
| Undan That Woman Hanover 2011 | Sub Rosa Hanover 2002   | Secret Date      | Dateable         |